# Архиепархия Корриентеса
Архиепархия Корриентеса (лат. Archidioecesis Corrientensis) — архиепархия Римско-Католической церкви с центром в городе Корриентес, Аргентина. В митрополию Корриентеса входят епархии Гойи, Оберы, Посадаса, Пуэрто-Игуасу, Санто-Томе. Кафедральным собором архиепархии Корриентеса является церковь Пресвятой Девы Марии Розария.

## История
21 января 1910 года Папа Римский Пий X выпустил буллу «Nobilis Argentina Res Publica», которой учредил епархию Корриентеса, выделив её из епархии Параны (сегодня — архиепархия Параны). Первоначально епархия Корриентеса являлась суффраганной по отношению к архиепархии Буэнос-Айреса.
20 апреля 1934 года епархия Корриентеса стала частью церковной провинции Параны.
11 февраля 1957 года епархия Корриентеса передала часть своей территории для образования епархии Посадаса.
10 апреля 1961 года Папа Римский Иоанн XXIII издал буллу «Nobilis Argentina Respublica», которой передал часть территории новой епархии Гойи и одновременно возвёл епархию Корриентеса в ранг архиепархии-митрополии.
3 июля 1979 года архиепархия Корриентеса передала часть своей территории для образования епархии Санто-Томе.

## Ординарии архиепархии
- епископ Luis María Niella (3.02.1911 — 30.11.1933);
- архиепископ Francisco Vicentín (13.09.1934 — 5.04.1972);
- архиепископ Jorge Manuel López (5.04.1972 — 19.01.1983), назначен архиепископом Росарио;
- архиепископ Fortunato Antonio Rossi (26.11.1983 — 7.04.1994);
- архиепископ Domingo Salvador Castagna (22.06.1994 — 27.09.2007);
- архиепископ Андрес Становник, O.F.M.Cap.[1] (27.09.2007 — 22.02.2025);
- архиепископ José Adolfo Larregain, O.F.M. (с 22 февраля 2025 года).